# Baynote
Baynote est une société californienne  de logiciel spécialisée dans les solutions d'aide en ligne. L'entreprise a été fondée en 2004 et est basée à Cupertino.
Le 3 avril 2007, Baynote annonce avoir obtenu 10,75 millions de $ lors d'une levée de fonds de série B dont la majeure partie de Steamboat Ventures. 
Le 12 janvier 2011, Baynote annonce avoir obtenu 13 millions de dollars lors d'une levée de fonds de série C dont une partie provenant de Steamboat Ventures.
Le 27 septembre 2019, la société Kibo détenue par Vista Equity Partners achète Baynote pour un montant inconnu.